# Tapacul murí
El tapacul murí (Scytalopus speluncae) és una espècie d'ocell de la família dels rinocríptids (Rhinocryptidae).

## Hàbitat i distribució
Viu entre la malesa del bosc, espesures de bambú de les muntanyes de l'est i sud-est del Brasil.